# ブレイン・スナッチャー/恐怖の洗脳生物
『ブレイン・スナッチャー/恐怖の洗脳生物』（ブレイン・スナッチャー/きょうふのせんのうせいぶつ、原題：The Puppet Masters）は、1994年制作のアメリカ合衆国のSFホラー映画。
人間の脳に寄生して人格を支配するエイリアンと人類の戦いを描く。ロバート・A・ハインラインのSF小説『人形つかい』の映画化作品。日本では劇場未公開で、WOWOW放映時のタイトルは『ブレイン・スナッチャー/恐怖の寄生生命体』。また、日本では1995年11月17日に字幕スーパー版としてビデオで発売されていた。

## あらすじ
ある日、アイオワ州の田舎町にUFOが飛来した。科学情報局のエージェントのサムは父親で局長のアンドリュー、NASAの女性宇宙生物研究者メアリーらと共に現地へ調査に赴く。すると、現地の住人に不審な行動をとる者が現れる。彼らはエイのような不気味なエイリアンに神経を乗っ取られていたのだ。
サム達は1匹のエイリアンを捕獲し、科学情報局の研究所でエイリアンを分析する。その結果、そのエイリアンが人間の体に寄生して触手の針を人間の脳に刺し込んで神経を乗っ取り、その人間を操ると同時に、記憶もコピーしてしまうという事が分かる。
だがその間にも、エイリアンはサムの同僚や大統領の警護官、さらには町を封鎖していた軍隊に寄生し、その規模はどんどん拡大していく。エイリアンはついにメアリーにも寄生、彼女はエイリアンの巣へと連れ去られてしまう。サムはメアリーを救出すべく、エイリアンの巣へ向かう。
サムはエイリアンの巣に潜入、メアリーから強引にエイリアンを引き剥がす。意識を取り戻したメアリーは、サムをある場所へ案内する。そこには、人間たちが繭のような物に入れられて吊るされていた。サムとメアリーはその中にいた1人の子供を連れて脱出する。
その子供は脳炎を患っていた。エイリアンの体組織の6割が脳であることを突き止めたサムらは、脳炎の感染源である蚊を大量に放ちエイリアンを倒す作戦を決行、エイリアンは次々と死滅していく。

## キャスト
- アンドリュー・ニヴェンス：ドナルド・サザーランド（吹替：家弓家正）
- サム・ニヴェンス：エリック・タール（吹替：宮本充）
- メアリー・セフトン：ジュリー・ワーナー（吹替：佐々木優子）
- アレックス・ホランド：キース・デイヴィッド（吹替：手塚秀彰）
- グレイヴス医師：ウィル・パットン（吹替：田原アルノ）
- ジャーヴィス：リチャード・ベルザー
- レスラー：ヤフェット・コットー
- ダグラス大統領：トム・メイソン
- ジェリー・バマン
- カルバートソン：サム・アンダーソン
- J・パトリック・マコーマック
- ホーソーン：アンドリュー・ロビンソン
- モーガン：マーシャル・ベル
- デイル・ダイ
- バーンズ：ブルース・ジャーチョウ
- グリーンバーグ：ニコラス・カスコン

※テレビ放映：テレビ朝日『日曜洋画劇場』 1999年10月31日